# Holladay (Utah)
Pour les articles homonymes, voir Holladay.
Holladay est une municipalité américaine située dans le comté de Salt Lake en Utah. Lors du recensement de 2010, sa population est de 26 472 habitants.

## Géographie
Holladay est située dans l'agglomération de Salt Lake City.
La municipalité s'étend sur 7,92 milles carrés (20,51 km2) lors du recensement de 2010.

## Histoire
La localité est fondée en 1847 par des hommes menés par John Holladay. Le 4 mai 1999, les habitants de Holladay votent à 83 % en faveur de l'incorporation de la ville, qui devient une municipalité le 30 novembre suivant. En 2002 puis 2015, Holladay annexe des territoires au nord-est de la municipalité.

## Démographie
La population de Holladay est estimée à 30 709 habitants au 1er juillet 2017.
| Groupe            | Holladay (2016) | Utah (2017) | États-Unis (2017) |
| ----------------- | --------------- | ----------- | ----------------- |
| Blancs            | 94,4            | 90,9        | 76,6              |
| Afro-Américains   | 1,3             | 1,4         | 13,4              |
| Amérindiens       | 0,1             | 1,5         | 1,3               |
| Asiatiques        | 2,1             | 2,6         | 5,8               |
| Océano-Américains | 0,4             | 1,0         | 0,2               |
| Métis             | 1,3             | 2,5         | 2,7               |
|                   |                 |             |                   |
| Hispaniques       | 5,6             | 7,0         | 18,1              |

Le revenu par habitant était en moyenne de 42 607 dollars par an entre 2012 et 2016, supérieur à la moyenne de l'Utah (25 600 dollars) et à la moyenne nationale (29 829 dollars). Sur cette même période, 4,5 % des habitants de Holladay vivaient sous le seuil de pauvreté (contre 10,2 % dans l'État et 12,7 % à l'échelle des États-Unis).